# Snow Fairy
Snow Fairy, est un cheval de course pur-sang anglais, né en 2007. 

## Carrière de course

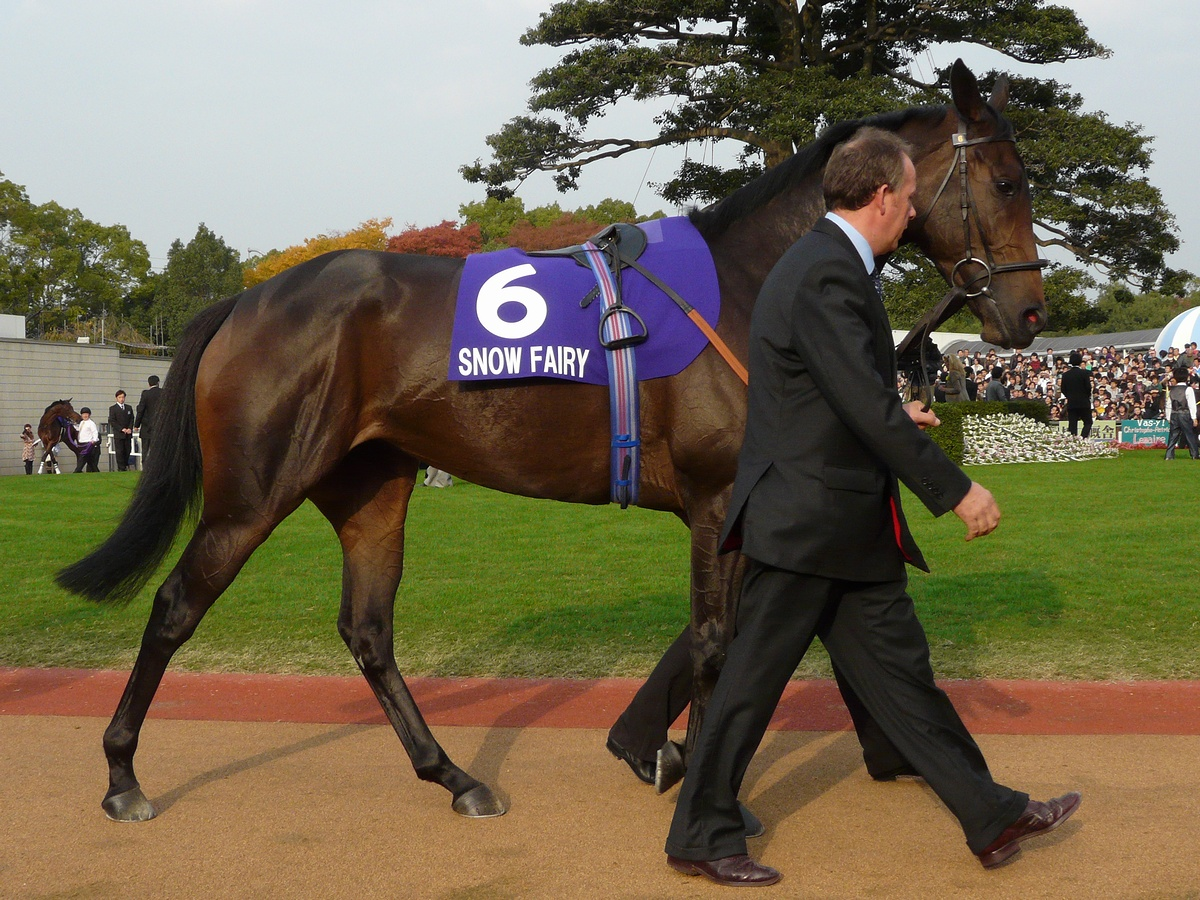
Snow Fairy à Kyoto

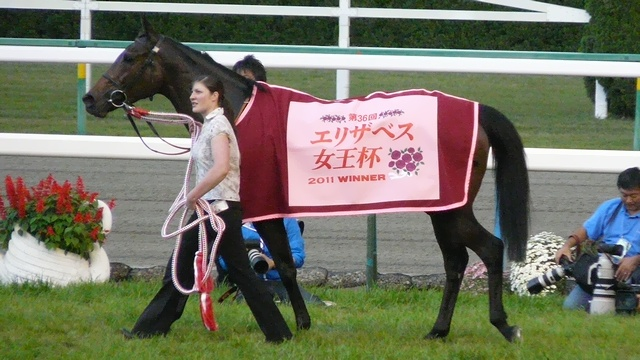
Snow Fairy après sa victoire dans la Queen Elizabeth II Cup en 2011

D'origine modeste, née en Irlande, Snow Fairy passe aux ventes de yearling de Tattersalls, où elle est rachetée après que les enchères ont culminé à 1 800 malheureux euros, une misère sur ce marché. Elle est envoyée chez l'entraîneur anglais Ed Dunlop, qui la fait débuter à l'été 2009 à Newbury. Snow Fairy se classe troisième puis remporte son maiden à sa sortie suivante, à Lingfield, mais elle peine à franchir un cap et passer au niveau supérieur, malgré une troisième place dans les Prestige Stakes, un groupe 3. Elle termine son année par un très net échec dans une Listed à Newbury. Bref, elle passe sous les radars.
En 2010, il n'est pas question de Snow Fairy quand il s'agit d'évoquer les pouliches en vue pour les classiques du printemps, d'autant qu'elle même n'y est pas engagée. Et pourtant lorsque cette pouliche visiblement tardive fait sensation dans une Listed à Goodwood, l'emportant par 3 longueurs, et que son propriétaire annonce vouloir la supplémenter dans les Oaks, on la regarde d'un autre œil et finalement elle s'élance dans le classique d'Epsom à une cote de méfiance, 9/1. Snow Fairy s'impose nettement (et offre au passage un premier classique britannique à son jockey Ryan Moore), confirmant qu'elle est bien transformée par rapport à l'an dernier. Et que dire de son doublé avec les Irish Oaks ? Au Curragh, elle explose l'opposition, 8 longueurs devant tout le monde. Certes Snow Fairy est assurément une championne, mais cette génération 2007 ne semble pas exceptionnelle, ce que confirme ses premières joutes avec ses aînées : elle est nettement et honorablement battue par la championne Midday dans les Yorkshire Oaks, puis échoue à la quatrième place dans le St. Leger. En revanche, Snow Fairy se plait en Asie où elle est envoyée au début de l'hiver : elle devient la première pouliche étrangère à triompher dans la Queen Elizabeth II Cup au Japon, puis enchaîne avec un succès dans la Hong Kong Cup, devant les chevaux d'âge. Mais au moment d'élire la meilleure pouliche européenne de 3 ans, c'est surtout son doublé dans les Oaks anglaises et irlandaises que l'on retient, et Snow Fairy est sacrée. 
En 2011, Snow Fairy démontre qu'à défaut d'être une championne dominante, elle a du courage à revendre. De retour à l'été, directement dans les Eclipse Stakes, elle ne peut que figurer, mais ensuite elle enchaîne les accessits dans les plus belles courses européennes. Devancée une nouvelle fois par Midday dans les Nassau Stakes, elle est à la lutte avec l'Australien So You Think dans les Irish Champion Stakes, et surtout elle prend une magnifique troisième place dans le Prix de l'Arc de Triomphe de Danedream, avant de conclure sa saison européenne avec un classement équivalent dans les Champion Stakes enlevés par le champion Cirrus des Aigles, et ce devant Midday. C'est finalement au Japon qu'elle va finir par trouver son jour, réalisant le doublé dans la Queen Elizabeth II Cup, ce qui fait d'elle le seul cheval étranger à avoir remporté deux groupe 1 aux Japon. 
Maintenue à l'entraînement à 5 ans pour enrichir son formidable palmarès, Snow Fairy rentre encore plus tard que l'année précédente, fin août, et remporte un sixième groupe 1 dans le Prix Jean Romanet à Deauville. Mais elle perd le bénéfice de sa victoire après un contrôle antidopage positif au dexamethasone, produit appartenant à la catégorie des substances prohibées et qui entre dans la composition d'un anti-inflammatoire qui lui a été administré. Pourtant, elle semble peut-être meilleure que jamais puisqu'en septembre elle enchaîne par une autre victoire sur la piste, cette fois dans les Irish Champion Stakes, devant les très bons Nathaniel et St Nicholas Abbey. Mais le tendon qui avait nécessité la pommade fatale à Deauville fait encore des siennes et Snow Fairy doit écourter sa saison après seulement deux courses, tout en donnant rendez-vous la saison suivante. Mais il n'y en aura pas. En juillet 2013, son entourage annonce que la blessure au tendon de Snow Fairy s'est aggravée, et que la jument prend sa retraite. Elle a l'honneur de voir un groupe 3 irlandais nommé en son nom, les Snow Fairy Stakes.  

### Résumé de carrière
| Date         | Hippodrome   | Pays        | Course                    | Statut      | Distance    | Jockey        | Place       | Écart       | Vainqueur ou deuxième |
| 2009, 2 ans  | 2009, 2 ans  | 2009, 2 ans | 2009, 2 ans               | 2009, 2 ans | 2009, 2 ans | 2009, 2 ans   | 2009, 2 ans | 2009, 2 ans | 2009, 2 ans           |
| ------------ | ------------ | ----------- | ------------------------- | ----------- | ----------- | ------------- | ----------- | ----------- | --------------------- |
| 23 juin      | Newbury      | Royaume-Uni | Maiden                    | Class 4     | 1 200 m     | D. O'Donoghue | 3e / 13     | 2 ¼         | Lady Pattern          |
| 8 juillet    | Lingfield    | Royaume-Uni | Maiden                    | Class 5     | 1 200 m     | K. Mircherek  | 1er / 9     | 3 ½         | Baby Dottie           |
| 1er août     | Newmarket    | Royaume-Uni | Fillies' Nursery          | Class 2     | 1 200 m     | Adam Kirby    | 2e / 18     | tête        | She's Ok              |
| 8 août       | Newmarket    | Royaume-Uni | Sweet Solera Stakes       | Gr. 3       | 1 400 m     | Jim Crowley   | 4e / 10     | 3 ¼         | Long Lashes           |
| 29 août      | Goodwood     | Royaume-Uni | Prestige Stakes           | Gr. 3       | 1 400 m     | Eddie Ahern   | 3e / 8      | cte enc.    | Sent From Heaven      |
| 24 octobre   | Newbury      | Royaume-Uni | The Radley Stakes         | Listed      | 1 400 m     | Pat Smullen   | 9e / 14     | 19 ½        | Electric Feel         |
| 2010, 3 ans  |              |             |                           |             |             |               |             |             |                       |
| 19 mai       | Goodwood     | Royaume-Uni | Height of Fashion Stakes  | Listed      | 2 000 m     | Eddie Ahern   | 1er / 8     | 3           | Pipette               |
| 4 juin       | Epsom        | Royaume-Uni | Oaks                      | Gr. 1       | 2 400 m     | Ryan Moore    | 1er / 15    | 2 ¼         | Remember When         |
| 18 juillet   | Curragh      | Irlande     | Irish Oaks                | Gr. 1       | 2 400 m     | Ryan Moore    | 1er / 15    | 8           | Miss Jean Brodie      |
| 19 août      | York         | Royaume-Uni | Yorkshire Oaks            | Gr. 1       | 2 400 m     | R. Hughes     | 2e / 8      | 3           | Midday                |
| 11 septembre | Doncaster    | Royaume-Uni | St. Leger                 | Gr. 1       | 2 920 m     | E. Ahern      | 4e / 10     | 3           | Arctic Cosmos         |
| 14 novembre  | Kyoto        | Japon       | Queen Elizabeth II Cup    | Gr. 1       | 2 200 m     | Ryan Moore    | 1er / 17    | 4           | Meisho Beluga         |
| 12 décembre  | Sha Tin      | Hong Kong   | Hong Kong Cup             | Gr. 1       | 2 000 m     | Ryan Moore    | 1er / 13    | enc.        | Irian                 |
| 2011, 4 ans  |              |             |                           |             |             |               |             |             |                       |
| 2 juillet    | Sandown      | Royaume-Uni | Eclipse Stakes            | Gr. 1       | 2 000 m     | J.P. Murtagh  | 4e / 5      | 9 ¼         | So You Think          |
| 30 juillet   | Goodwood     | Royaume-Uni | Nassau Stakes             | Gr. 1       | 2 000 m     | L. Dettori    | 2e / 6      | 2           | Midday                |
| 3 septembre  | Leopardstown | Irlande     | Irish Champion Stakes     | Gr. 1       | 2 000 m     | L. Dettori    | 2e / 6      | 1/2         | So You Think          |
| 2 octobre    | Longchamp    | France      | Prix de l'Arc de Triomphe | Gr. 1       | 2 400 m     | L. Dettori    | 3e / 16     | 5 ¼         | Danedream             |
| 15 octobre   | Ascot        | Royaume-Uni | Champion Stakes           | Gr. 1       | 2 000 m     | O. Peslier    | 3e / 12     | 1 ¼         | Cirrus des Aigles     |
| 13 novembre  | Kyoto        | Japon       | Queen Elizabeth II Cup    | Gr. 1       | 2 200 m     | Ryan Moore    | 1er / 18    | encolure    | Aventura              |
| 2012, 5 ans  |              |             |                           |             |             |               |             |             |                       |
| 19 août      | Deauville    | France      | Prix Jean Romanet         | Gr. 1       | 2 000 m     | Ryan Moore    | 1er disq.   | (3/4)       | Izzi Top              |
| 8 septembre  | Leopardstown | Irlande     | Irish Champion Stakes     | Gr. 1       | 2 000 m     | L. Dettori    | 1er / 6     | 1 ¼         | Nathaniel             |

## Au haras
Snow Fairy devient poulinière dans le haras où elle a grandi, Islanmore Stud en Irlande, le haras de sa propriétaire. Contrairement aux championnes de son niveau que l'on envoie visiter les plus onéreux et prestigieux étalons de la planète, elle est présentée au très modeste étalon-maison Elusive Pimprenel, qui fait la monte à 1 000 €, afin de faire la promotion de celui-ci. Leur produit sera atteint de lenteur et par la suite Snow Fairy rencontrera des reproducteurs plus conformes à son standing, tels Frankel ou Sea The Stars, qui émargent respectivement à £ 275 000 et 180 000 € la saillie. De ces fiançailles naîtront les bons Virgin Snow (par Gleneagles), deuxième des Fillies' Stakes (Gr.3) et troisième des Pride Stakes (Gr.3) et John Leeper (par Frankel), deuxième de la Silver Cup (Gr.3). 

## Origines
Si les acheteurs de Tattersalls n'ont proposé qu'une bouchée de pain pour acquérir Snow Fairy yearling, c'est que son pedigree ne recèle pas de ces noms ronflants qui enflamment les rings d'enchères. Son père, Intikhab, est un honorable étalon qui faisait la monte à 8 000 € lorsqu'il a conçu Snow Fairy. Malgré une jumenterie ordinaire, ce vainqueur des Queen Anne Stakes (Gr.2 à l'époque) a donné plus de dix vainqueurs de groupe, dont trois lauréates de groupe 1 : Snow Fairy, Paita (Critérium de Saint-Cloud, 3e du Prix de Diane et du Prix Vermeille) et Red Evie (Matron Stakes, Lockinge Stakes), laquelle s'est transcendée au haras en donnant quatre vainqueurs de groupe dont la championne et Arc-winner Found. 
Les Japonais n'ont pas oublié Snow Fairy, puisqu'ils ont importé sa mère en 2013. Mais hormis sa championne de fille, qui est son premier produit, cette sœur de Big Bad Bob, vainqueur d'un groupe 3 en Allemagne et placé en Angleterre, n'a pas produit d'autre élément de valeur, bien qu'elle a rencontré certaines stars de l'élevage japonais tel Deep Impact.

### Pedigree
| Origines de Snow Fairy (IRE), jument baie né en 2007 | Origines de Snow Fairy (IRE), jument baie né en 2007 | Origines de Snow Fairy (IRE), jument baie né en 2007 | Origines de Snow Fairy (IRE), jument baie né en 2007 |
| ---------------------------------------------------- | ---------------------------------------------------- | ---------------------------------------------------- | ---------------------------------------------------- |
| Père Intikhab 1994                                   | Red Ransom 1987                                      | Roberto 1969                                         | Hail to Reason                                       |
| Père Intikhab 1994                                   | Red Ransom 1987                                      | Roberto 1969                                         | Bramalea                                             |
| Père Intikhab 1994                                   | Red Ransom 1987                                      | Arabia 1977                                          | Damascus                                             |
| Père Intikhab 1994                                   | Red Ransom 1987                                      | Arabia 1977                                          | Christmas Wind                                       |
| Père Intikhab 1994                                   | Crafty Example 1987                                  | Crafty Prospector 1979                               | Mr. Prospector                                       |
| Père Intikhab 1994                                   | Crafty Example 1987                                  | Crafty Prospector 1979                               | Real Crafty Lady                                     |
| Père Intikhab 1994                                   | Crafty Example 1987                                  | Zienelle 1983                                        | Danzig                                               |
| Père Intikhab 1994                                   | Crafty Example 1987                                  | Zienelle 1983                                        | Past Example                                         |
| Mère Woodland Dream 2002                             | Charnwood Forest 1992                                | Warning 1985                                         | Known Fact                                           |
| Mère Woodland Dream 2002                             | Charnwood Forest 1992                                | Warning 1985                                         | Slightly Dangerous                                   |
| Mère Woodland Dream 2002                             | Charnwood Forest 1992                                | Dance of Leaves 1987                                 | Sadler's Wells                                       |
| Mère Woodland Dream 2002                             | Charnwood Forest 1992                                | Dance of Leaves 1987                                 | Fall Aspen                                           |
| Mère Woodland Dream 2002                             | Fantasy Girl 1991                                    | Marju 1988                                           | Last Tycoon                                          |
| Mère Woodland Dream 2002                             | Fantasy Girl 1991                                    | Marju 1988                                           | Flame of Tara                                        |
| Mère Woodland Dream 2002                             | Fantasy Girl 1991                                    | Persian Fantasy 1989                                 | Persian Bold                                         |
| Mère Woodland Dream 2002                             | Fantasy Girl 1991                                    | Persian Fantasy 1989                                 | Gay Fantasy (famille 1-k)                            |